# Tiruvannámalaj
Tiruvannámalaj vagy Trinomáli tamil nyelven:  திருவண்ணாமலை átírva: Tiruvaṇṇāmalai, angolul: Tiruvannamalai) város India délkeleti részén, Tamilnádu szövetségi államban, Chennaitól kb. 185 km-re DNy-ra. A város lakossága 145 ezer fő volt 2011-ben.
Tamilnádu állam egyik legszentebb helye, zarándokváros, ahol a hagyomány szerint Siva isten tűzoszlop alakjában jelent meg. Dél-India legnagyobb templomát, a 10 hektáros területet elfoglaló Arunacsala-templomot a Tedzso Lingamnak (az isten tűzinkarnációja) szentelték. A templomkomplexum egy domb lábánál terül el. Kapuinak emelvénye gopuramként ismert, amelyből a keleti kapu 66 m magas, 11 szobrokkal díszített emelete van, amely India legmagasabb gopuramává teszi.
A város mellett található még egy ősi dzsaina templomkomplexum és a Ramana Maharsi és Ramsuratkumar jógi alapította ásramok.

## Galéria

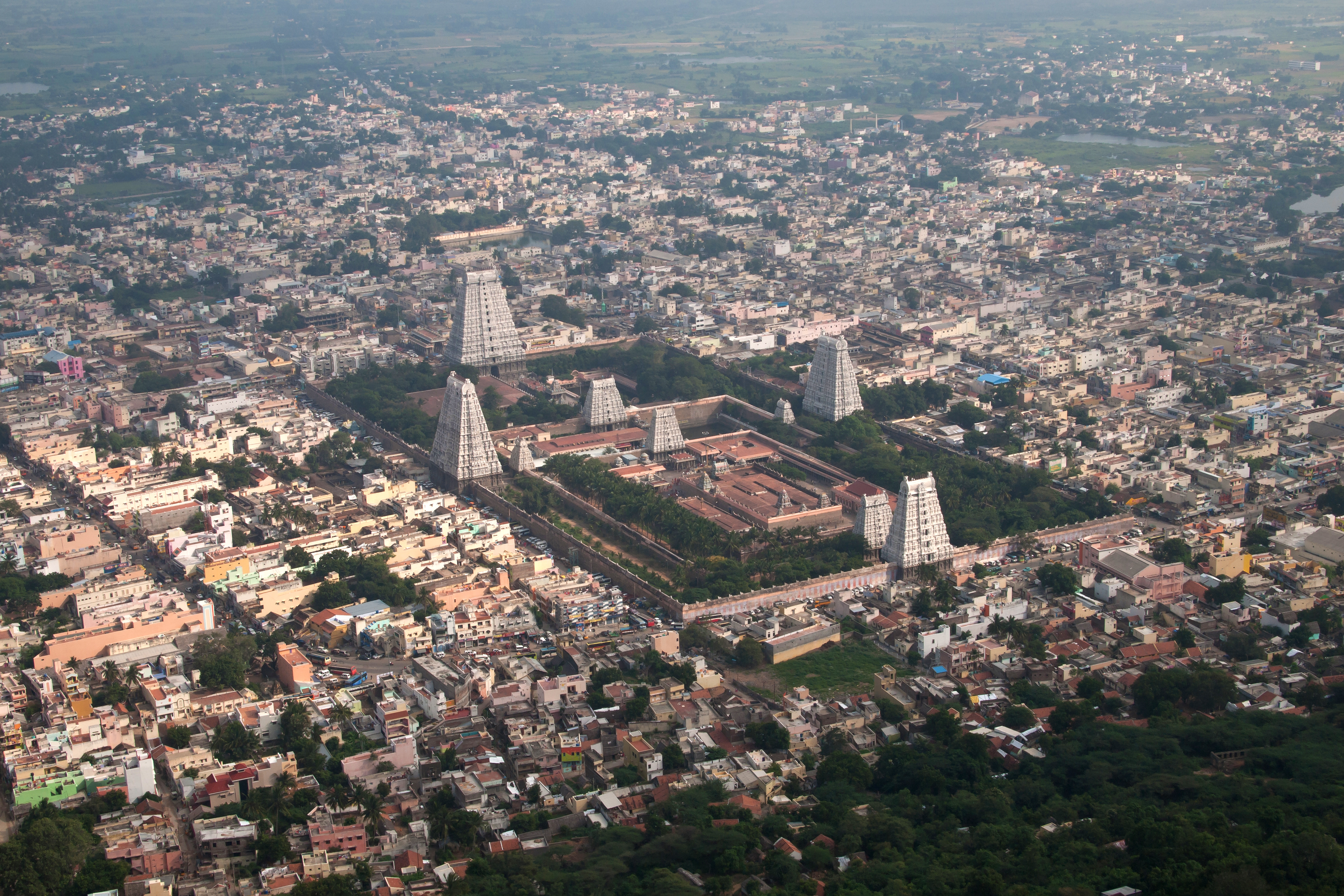
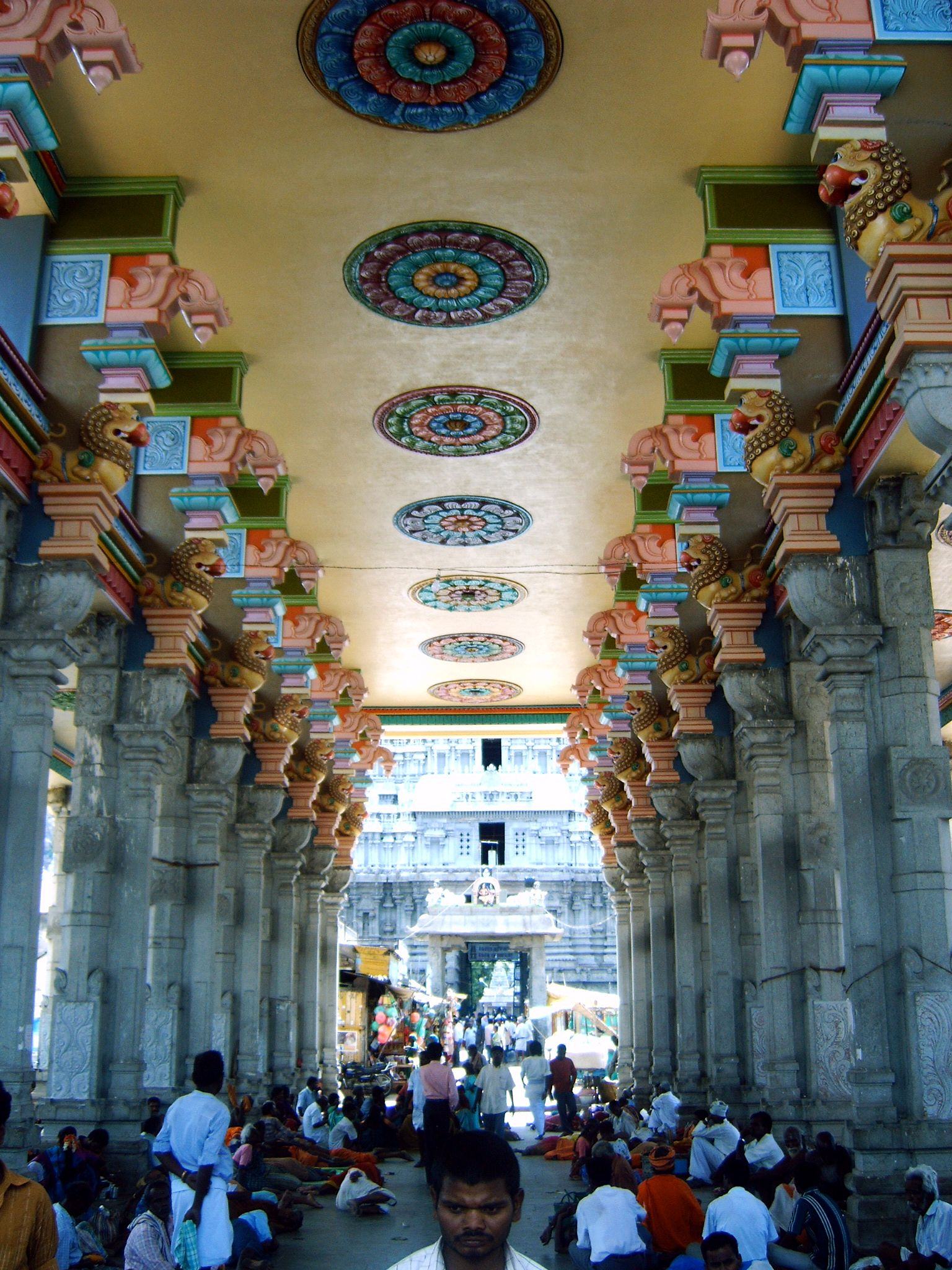
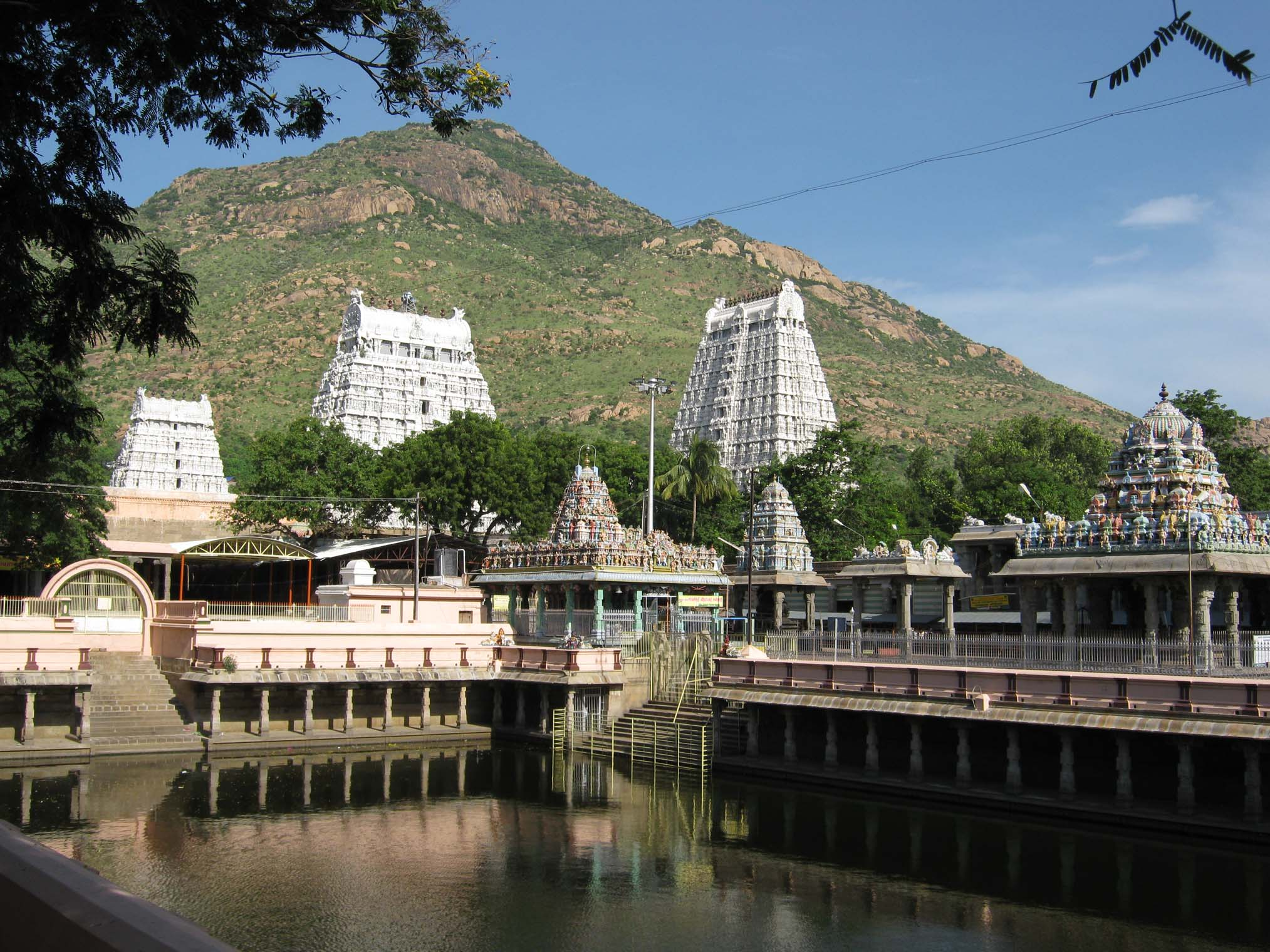
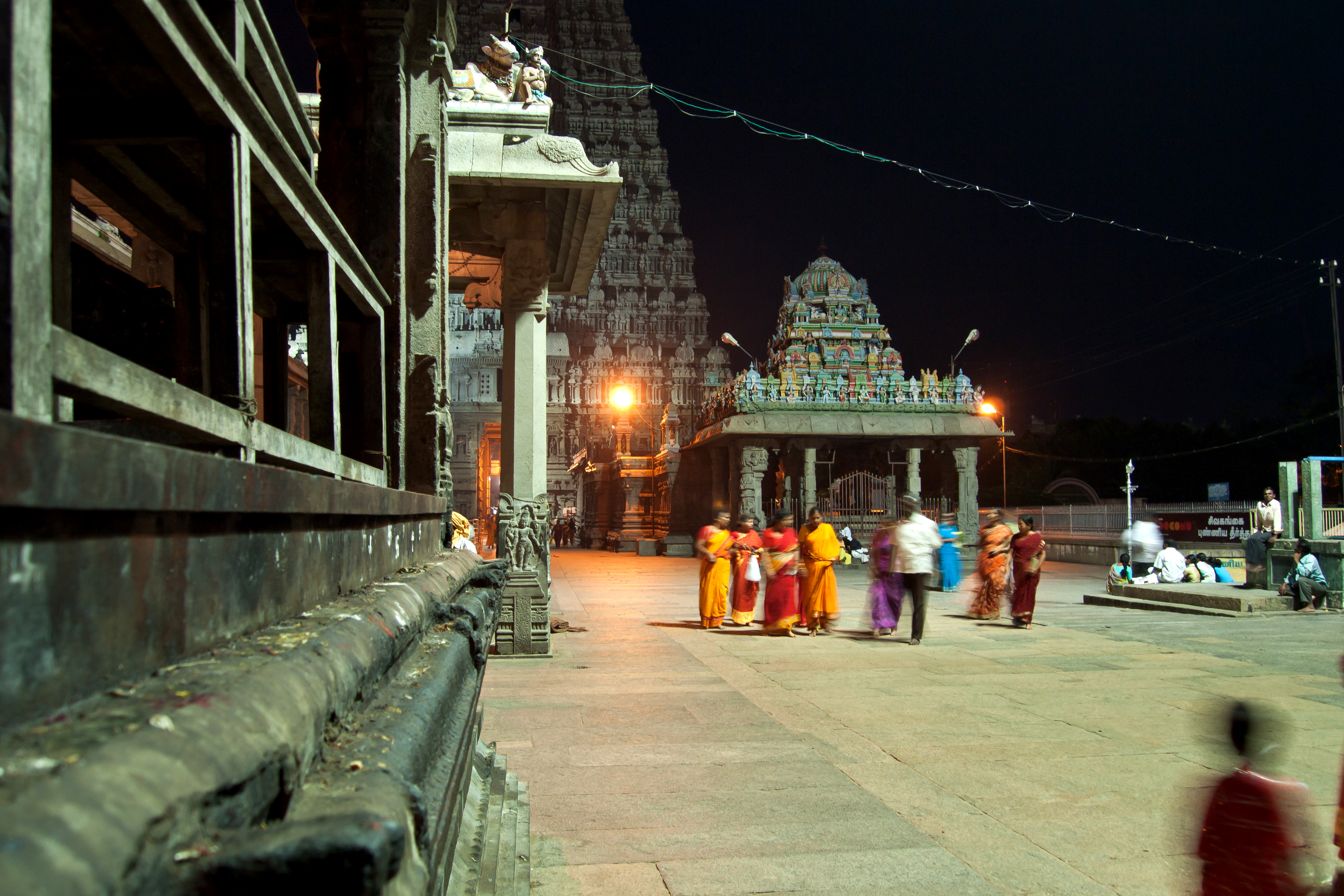
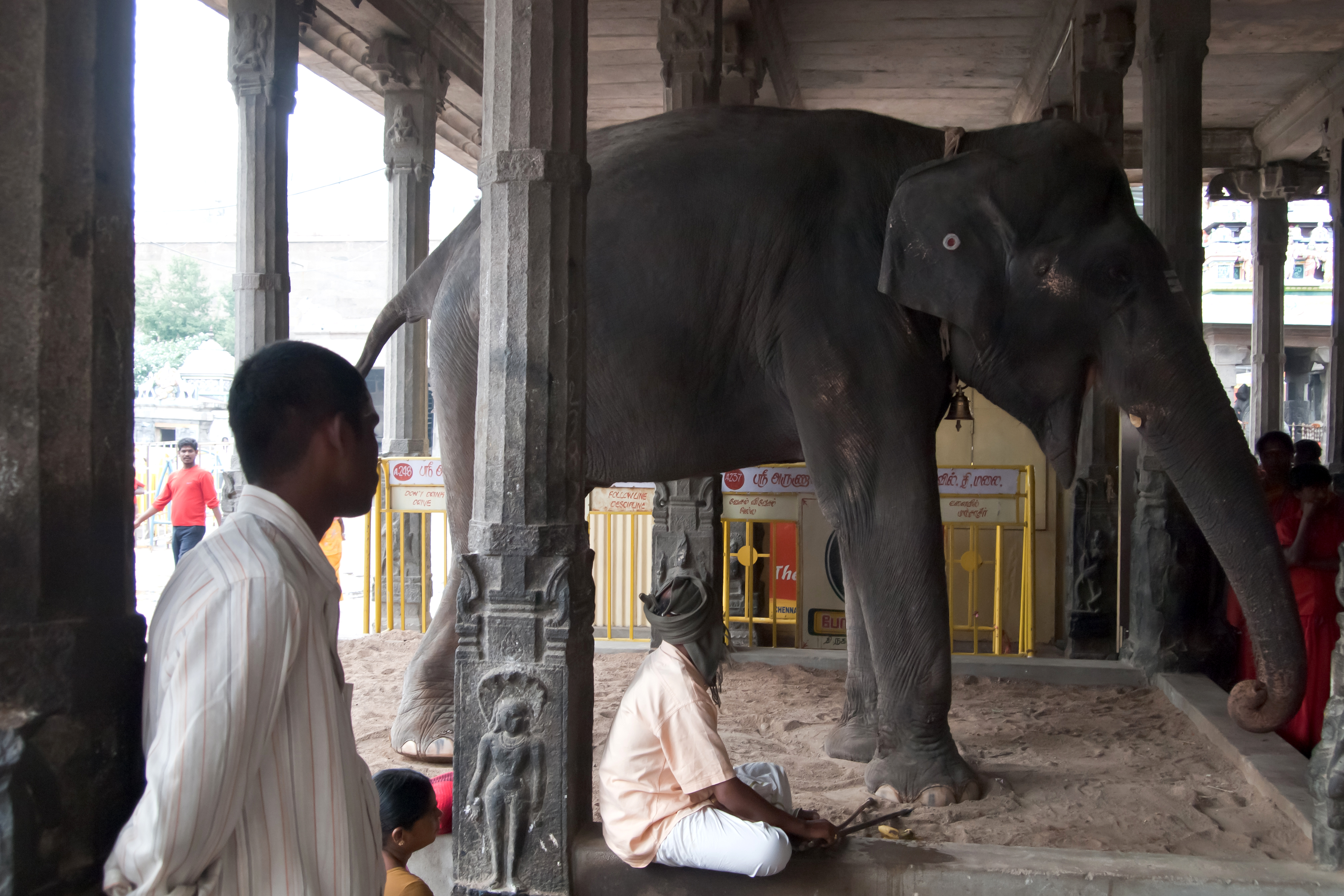
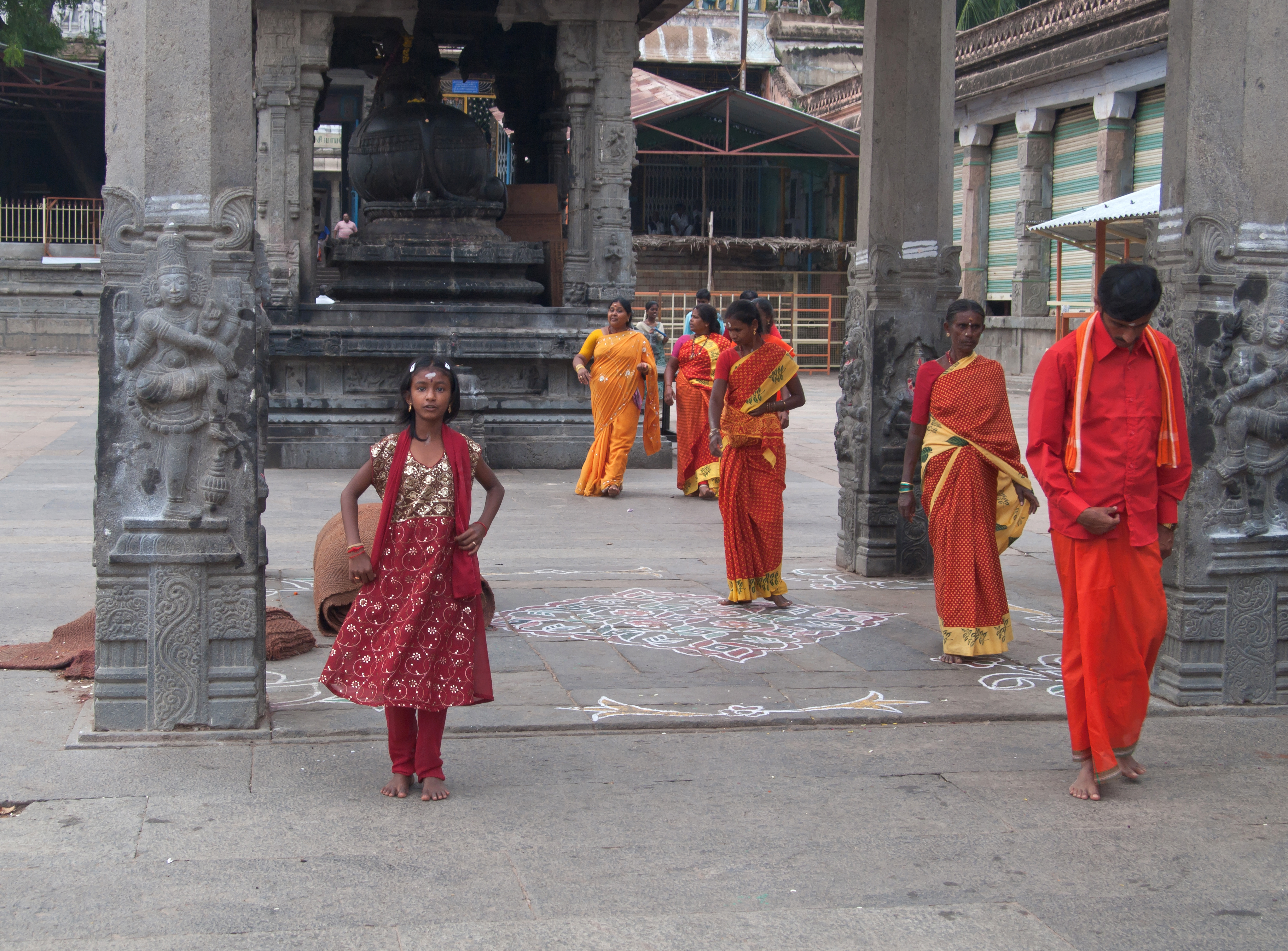

## Fordítás
- Ez a szócikk részben vagy egészben  a   Tiruvannamalai című angol Wikipédia-szócikk fordításán alapul.  Az eredeti cikk szerkesztőit annak laptörténete sorolja fel. Ez a jelzés csupán a megfogalmazás eredetét és a szerzői jogokat jelzi, nem szolgál a cikkben szereplő információk forrásmegjelöléseként.
- Ez a szócikk részben vagy egészben  a   Tiruvannamalai című német Wikipédia-szócikk fordításán alapul.  Az eredeti cikk szerkesztőit annak laptörténete sorolja fel. Ez a jelzés csupán a megfogalmazás eredetét és a szerzői jogokat jelzi, nem szolgál a cikkben szereplő információk forrásmegjelöléseként.